# Diocèse de Manokwari-Sorong
Le diocèse de Manokwari-Sorong (en latin : Dioecesis Manokvariensis Sorongensis) est une Église particulière de l'Église catholique en Indonésie, dont le siège est à Sorong, dans la province de Papouasie du Sud-Ouest.

## Histoire
La préfecture apostolique de Manokwari est créée le 19 décembre 1959 par séparation du vicariat apostolique de Hollandia. Elle est érigée en diocèse le 15 novembre 1966. Le diocèse est suffragant de l'archidiocèse de Merauke.

## Territoire
Le territoire du diocèse couvre l'ensemble des provinces de Papouasie occidentale et de Papouasie du Sud-Ouest.
Le 14 mai 1974, en vertu du décret Cum urbs de la Congrégation pour l'évangélisation des peuples, la cathédrale a été transférée de l'église Saint-Augustin de Manokwari, devenue co-cathédrale, à l'église du Christ-Roi de Sorong, et le diocèse a pris son nom actuel. 

## Vicaire apostolique
- Petrus Malachias van Diepen O.S.A. (1960-1966)

## Évêques
- Petrus Malachias van Diepen O.S.A. (1966-1988)
- Francis Xavier Sudartanta Hadisumarta O.Carm (1988-2003)
- Datus Hilarion Lega (depuis 2003)